# بی‌بی حیاتی
بانو حیاتی کرمانی، متخلص به حیاتی، در اواسط نیمه دوم قرن دوازدهم هجری قمری در بم و در خانواده‌ای اهل دین و قرآن، ادب و عرفان دیده به جهان گشود. پدر وی میرزا محمّد کاظم فرزند میرزا ابوتراب از خانواده مستوفیان کرمان و همسر وی میرزا محمدعلی نورعليشاه اول بود. وی خواهر میرزا محمدحسین رونق‌علیشاه بود. دیوان شعر حیاتی نمود یک واقعیّت عینی از تأثّرات روحی و قبول مشرب و مسلک عرفانی خاص وی از مراد و منظورش، نورعلیشاه، بوده‌است. تعمّق در سیر اشعار وی، خاصّه غزل‌های جاندار و جانبخش او، تسلّط و چیرگی وی را بر معارف دینی و عرفانی اثبات می‌نماید. دیوان اشعار حیاتی، مشحون از انواع قالب‌های شعری فارسی است که وی در آن قوالب، طبع‌آزمایی کرده، خاصّه در غزل که با تقلید و الگوبرداری از شیوه حافظ و مولانا غزل‌های بسیاری خلق نموده‌است.
او در نیمهٔ نخست قرن سیزدهم درگذشته و آرامگاهش در حوالی جنوب مشتاقیّه کرمان، واقع است. شایان ذکر است، دیوان اشعار بی‌بی حیاتی به سعی جواد نوربخش، به خط محمد میرزایی و با مقدمهٔ دکتر عبدالحسین زرین کوب توسط انتشارات مرکز کرمان‌شناسی و در سال ۱۳۸۶ چاپ شده‌است.
استاد زرین کوب در مقدمهٔ خود می‌نویسد: تا آنجا که مخلص از روی دیوان حاضر می‌تواند اظهارنظر نماید، غزل‌های دیوان حیاتی نمونه غزل‌های صوفیانهٔ عصر اوست. آنچه را صوفیه عشق حقیقی می‌خوانند، به زبان عشق مجازی می‌سراید و مخاطب را سرگشته و حیرت‌زده بر این تردید باقی می‌گذارد که آیا در این سخنان عشق کام‌جویی را که از ورای نقاب عشق الهی همچنان به صد عشوه و اشاره خود را نشان می‌دهد باید باور کرد یا نه؟
یکی از غزل‌های بی‌بی جان حیاتی کرمانی:
ای در هوای گلشن کوی تو سال‌ها / طیار جان گشوده بهر گوشه بال‌ها
بود ار چرخ گنج وصل تو در کنج دل نهان/ گویا بهر خرابه دلش بوده سال‌ها
باشد به نعمت گرچه رساتر ز ساق عرش / شد نارسا بپایه قدرت خیال‌ها
هر کاهلی به کنه کمال تو کی رسد / کز درک کاف آن شده عاجز کمال‌ها
سرچشمهٔ حیات حیاتي چو لعل تست / نو شد ز بوی چشمه لعلت زلال‌ها